# Pont-de-Barret
Pont-de-Barret este o comună în departamentul Drôme din sud-estul Franței. În 2009 avea o populație de 579 de locuitori.

## Evoluția populației
| An        | 1975 | 1982 | 1990 | 1999 | 2006 | 2009 |
| --------- | ---- | ---- | ---- | ---- | ---- | ---- |
| Populație | 424  | 385  | 453  | 459  | 531  | 579  |